# Список втрачених пам'яток архітектури Харкова
Список втрачених пам'яток архітектури Харкова — список втрачених пам'яток архітектури в місті Харкові. Поняття «пам'ятка архітектури» в цьому списку охоплює не тільки об'єкти культурної спадщини, що охороняються державою, а й будівлі рядової історичної забудови дореволюційного періоду, а також деякі видатні споруди радянського періоду. Список охоплює тільки втрату нерухомих пам'яток (будівель і споруд) і не містить об'єкти археологічного комплексу, пам'ятники монументальної пропаганди, садово-паркового мистецтва та історико-меморіальні об'єкти (поховання). Цей список включає об'єкти, що були знесені чи пошкоджені після 2000 року. В нього не входять руйнування у радянський період, а також під час Другої світової війни. Зокрема через велику кількість таких об'єктів та неможливість встановити частину з них.
Повномасштабне вторгнення Російської Федерації призвело до безпрецедентних масштабів руйнувань культурної спадщини Харкова та області з часів Другої світової війни. За даними ЮНЕСКО, станом на 26 липня 2023 року в Харківській області було підтверджено пошкодження 55 культурних об'єктів, що є одним з найвищих показників по Україні, поступаючись лише Донецькій області. Загалом на території Харківського району задокументовано пошкодження чи руйнування 263 об'єктів, у Чугуївському — 238, в Ізюмському — 229, у Куп'янському — 178, у Богодухівському та Лозівському — 74 та 15 відповідно.
Захист культурної спадщини в Україні регулюється низкою законодавчих актів, що визначають відповідальність та повноваження різних органів. Основним нормативно-правовим актом у цій сфері є Закон України «Про охорону культурної спадщини» від 08.06.2000 № 1805-III. Цей закон встановлює правові, організаційні та фінансові умови для збереження об'єктів культурної спадщини та їх належного утримання. Згідно з ним, будь-яка пам'ятка, включена до Державного реєстру нерухомих пам'яток України, має перебувати під охороною держави, а її знищення чи пошкодження без спеціального дозволу тягне за собою адміністративну або кримінальну відповідальність. Згідно зі статтею 22 розділу 5 цього закону, пам'ятки, їхні частини, пов'язане з ними рухоме та нерухоме майно забороняється зносити, змінювати, замінювати, переміщувати (переносити) на інші місця. Відповідно до статті 15 розділу 3 Закону вилучення пам'ятки з Реєстру здійснюється виключно у разі якщо пам'ятку зруйновано або якщо пам'ятка втратила предмет охорони.

## 2002
Голова обласної адміністрації: Євген Кушнарьов. Мер: Михайло Пилипчук. Головний архітектор міста: Юрій Шкодовський.

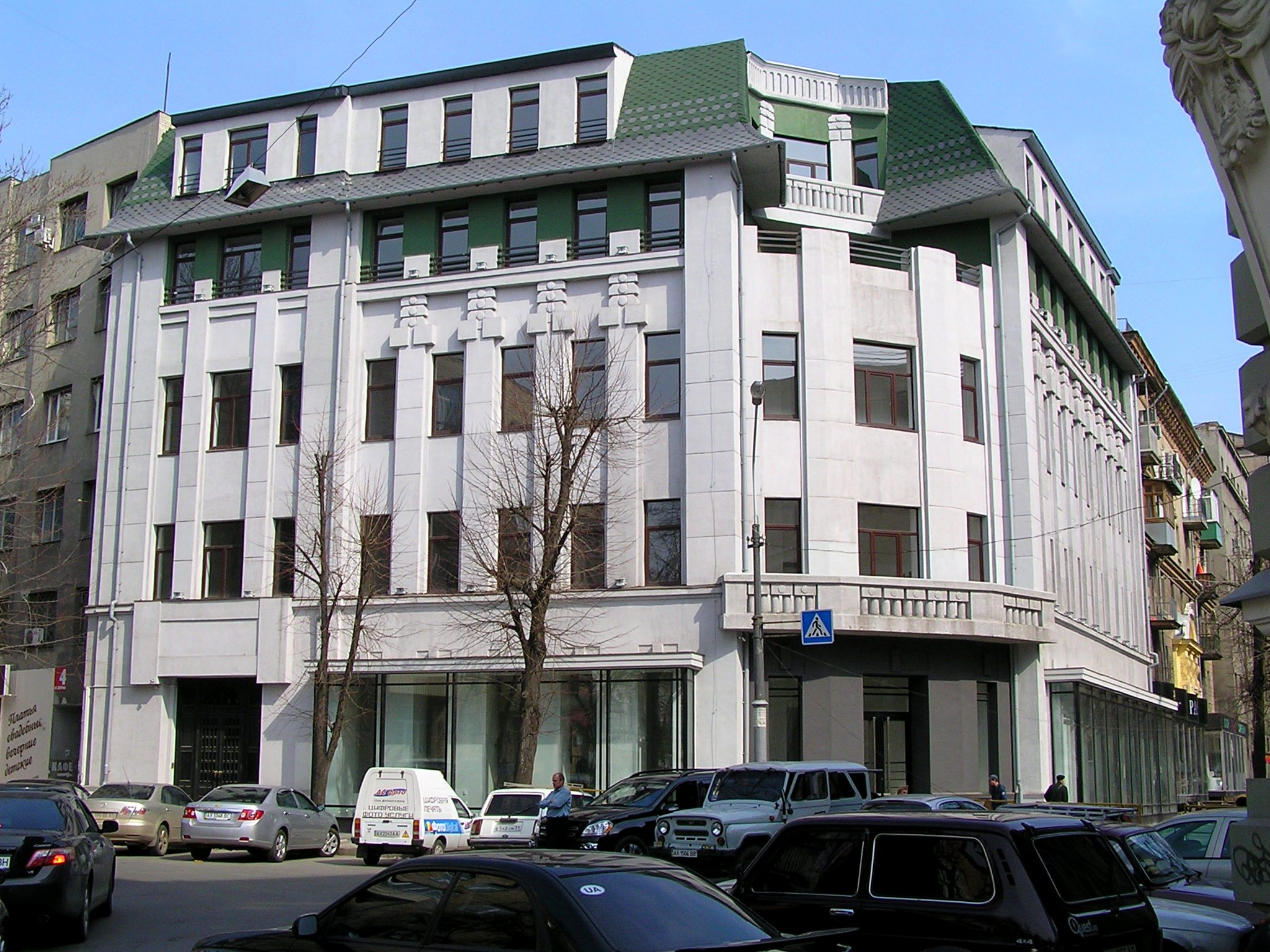
Будівля на Алчевських, 2 після надбудови. Повністю втрачено межу та форму історичної частини

### Понівечені будівлі
1. Адміністративна будівля штабу УВО на вулиці Алчевських, 2 була надбудована після пожежі 2002 року попри охоронний статус[5]. Надбудова зіпсувала пропорції пам'ятки архітектури.

## 2005
Голова обласної адміністрації: Степан Масельський (по 4 лютого 2005), Арсен Аваков (з 4 лютого 2005). Мер: Володимир Шумілкін. Головний архітектор міста: Віктор Бобровський.

### Втрачені будівлі
1. Житловий будинок на вулиці Богдана Хмельницького, 26, побудований наприкінці ХІХ століття за проєктом Нємкіна Володимира Християновича. Виключений з переліків пам'яток архітектури у 2005 році та пізніше знесений.[6][7]

### Понівечені будівлі
1. Будівля АТС на вулиці Свободи, 7/9 була надбудована попри охоронний статус. Надбудова зіпсувала конструктивістські пропорції пам'ятки архітектури.[8]

## 2006
Голова обласної адміністрації: Арсен Аваков. Мер: Володимир Шумілкін (до 26 березня 2006), Михайло Добкін (з 26 березня 2006). Головний архітектор міста: Віктор Бобровський, Сергій Чечельницький.

### Втрачені будівлі
1. Житловий будинок харківського поліцмейстера на вулиці Миколаївській, 16, побудований у 1840-х роках за проєктом Андрія Тона[9][10]. У 2005 році він був виключений із переліку пам'яток архітектури, а наступного року знесений для зведення багатоповерхівки[11].
2. Трамвайне депо у Лосівському провулку, 16, побудоване у 1910-х роках у стилі модерн[12][13]. На його місці нині розташований ЖК Лазурний[14].

### Понівечені будівлі
1. Прибутковий будинок на вулиці Мироносицькій, 10, побудований у 1914 році за проєктом Бориса Корнієнка, що є пам'яткою архітектури та містобудування, був надбудований на 1 поверх[15].

## 2008
Голова обласної адміністрації: Арсен Аваков. Мер: Михайло Добкін. Головний архітектор міста: Сергій Чечельницький.

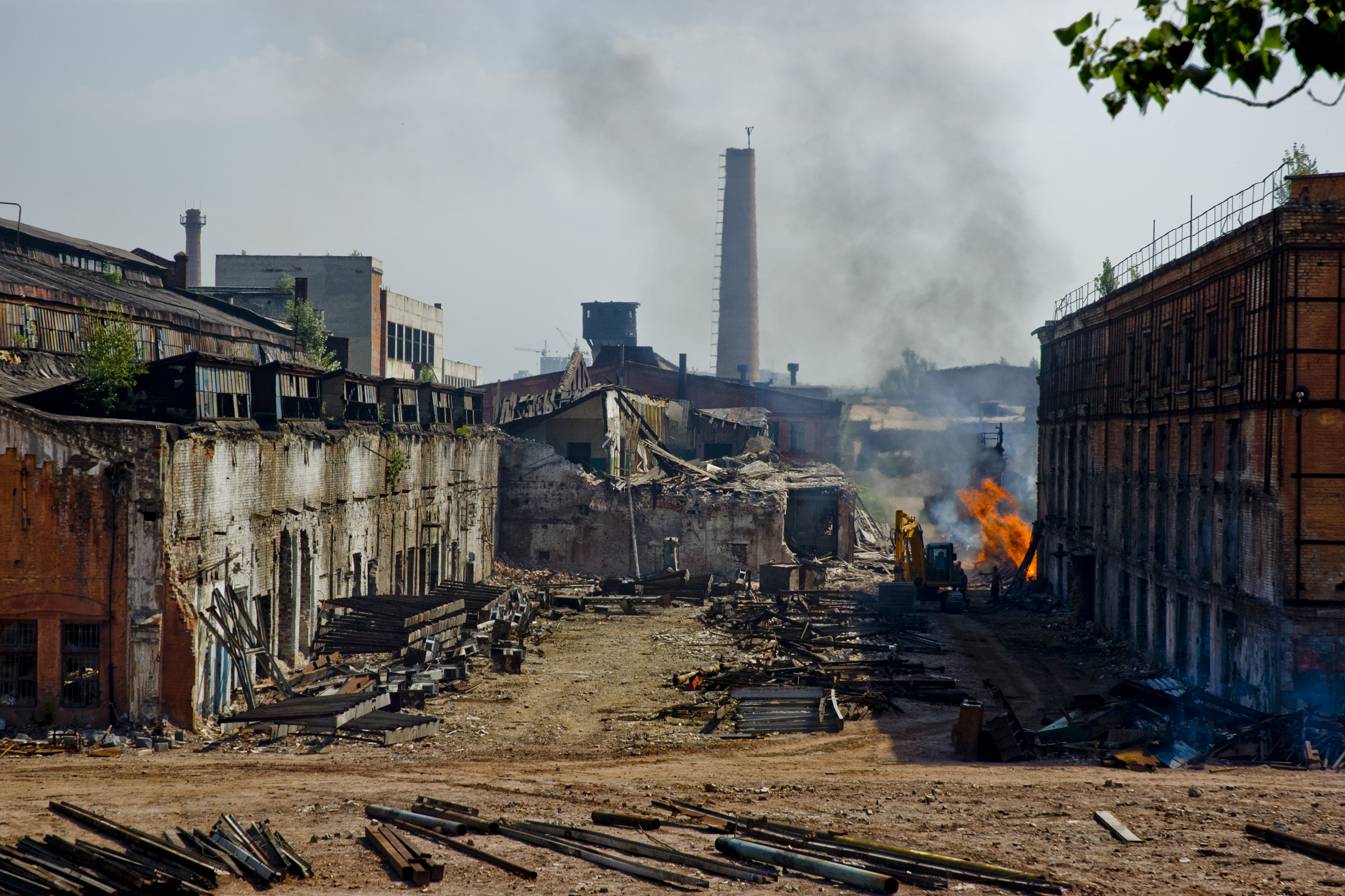
Демонтаж заводу Гельферіх-Саде, що був пам'яткою архітектури. 2008 рік

### Втрачені будівлі
1. Будівлі заводу Гельферіх-Саде, що були пам'ятками архітектури місцевого значення були знесені та виключені з переліку. На їх місці залишено пустир.[16][17]

## 2009
Голова обласної адміністрації: Арсен Аваков. Мер: Михайло Добкін. Головний архітектор міста: Сергій Чечельницький.

### Втрачені будівлі
1. Особняк купця Уткіна поруч з його прибутковим будинком на вулиці Гоголя, 11, побудований наприкінці ХІХ століття[18].

## 2010
Голова обласної адміністрації: Арсен Аваков (по 5 лютого 2010), Михайло Добкін (з 18 березня 2010). Мер: Михайло Добкін (по 18 березня 2010), Геннадій Кернес (з 18 березня 2010). Головний архітектор міста: Сергій Чечельницький.

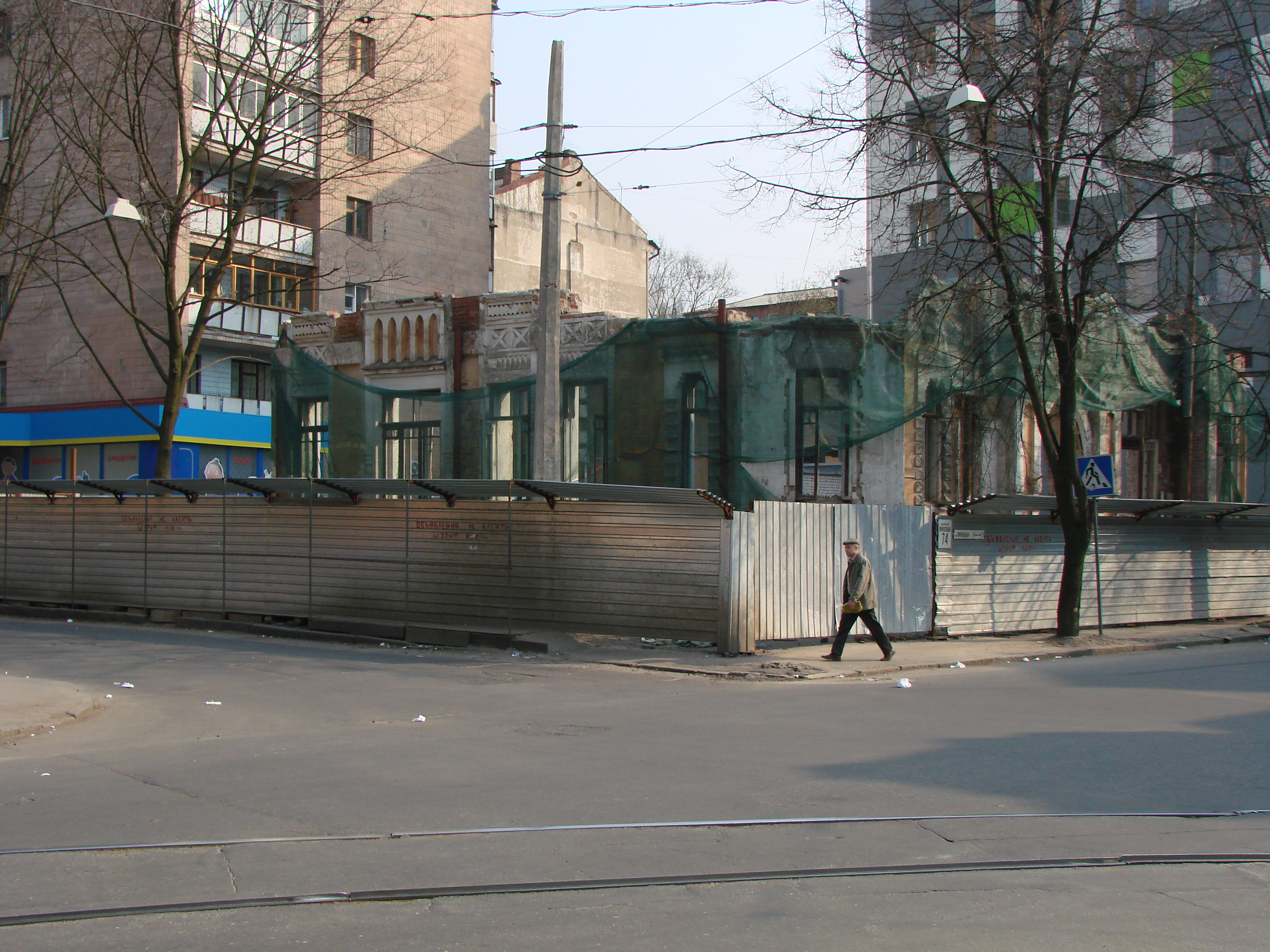
Демонтаж пам'ятки архітектури

### Втрачені будівлі
1. Будинок Радзишевських на вулиці Мироносицькій, 74, побудований на початку ХХ століття за проєктом Василя Кричевського (за іншими даними — Бориса Корнієнка), який був пам'яткою архітектури місцевого значення, спочатку планувалося незаконно реконструювати з надбудовою 5 поверхів[19][20]. Пізніше будинок знесено та виключено з переліку пам'яток архітектури[19]. На місці історичної будівлі зведено ЖК Мироносицька[21].

### Понівечені будівлі
1. Особняк Володимира Коренева на вулиці Алчевських, 31 вилучено з переліків пам'яток архітектури всупереч Закону України «Про охорону культурної спадщини», а пізніше надбудовано два поверхи, через що зіпсовано пропорції пам'ятки архітектури[22][23].

## 2011
Голова обласної адміністрації: Михайло Добкін. Мер: Геннадій Кернес. Головний архітектор міста: Сергій Чечельницький.

### Втрачені будівлі
1. Будівля Каріївських казарм на проспекті Героїв Харкова, 131, що була пам'яткою архітектури місцевого значення, побудованою у 1900 році за проєктом Бориса Корнієнка, була знесена та виключена з переліку, а на її місці створено стоянку[24][25].
2. Садиба протоієрея Симеона Іларіонова на вулиці Кузнечній, 22 був знесений для зведення ЖК Каскад[26][27][28][29]. Будівля була пам'яткою архітектури та містобудування місцевого значення[29].
3. Будинок купця Кушиннікова на вулиці Римарській, 2, побудований у 1851 році, був демонтований більш ніж на половину, а на його місці зведено сучасну новобудову[30][31]. Критику, окрім часткового демонтажу історичної будівлі, викликав псевдоісторичний стиль триповерхової новобудови, увінчаної великим куполом[32]. Нове оздоблення фасаду не повторює історичне.

## 2012
Голова обласної адміністрації: Михайло Добкін. Мер: Геннадій Кернес. Головний архітектор міста: Сергій Чечельницький.

### Втрачені будівлі
1. Особняк купця Павла Олексійовича Гаврилова на вулиці Дмитрівській, 19, побудований у 1903 році за проєктом Віктора Величка, був знесений для облаштування парковки[33][34].
2. Будинок на вулиці Клочківській, 46, побудований у другій половині ХІХ століття, знесений для зведення багатоповерхівки[35][36].
3. Будинки № 51б та 53 на вулиці Клочківській, побудовані на початку ХХ століття, розібрані[37]. На їх місці побудовано автосалон.

## 2014
Голова обласної адміністрації: Михайло Добкін (по 2 березня 2014), Ігор Балута (з 2 березня 2014). Мер: Геннадій Кернес. Головний архітектор міста: Сергій Чечельницький.

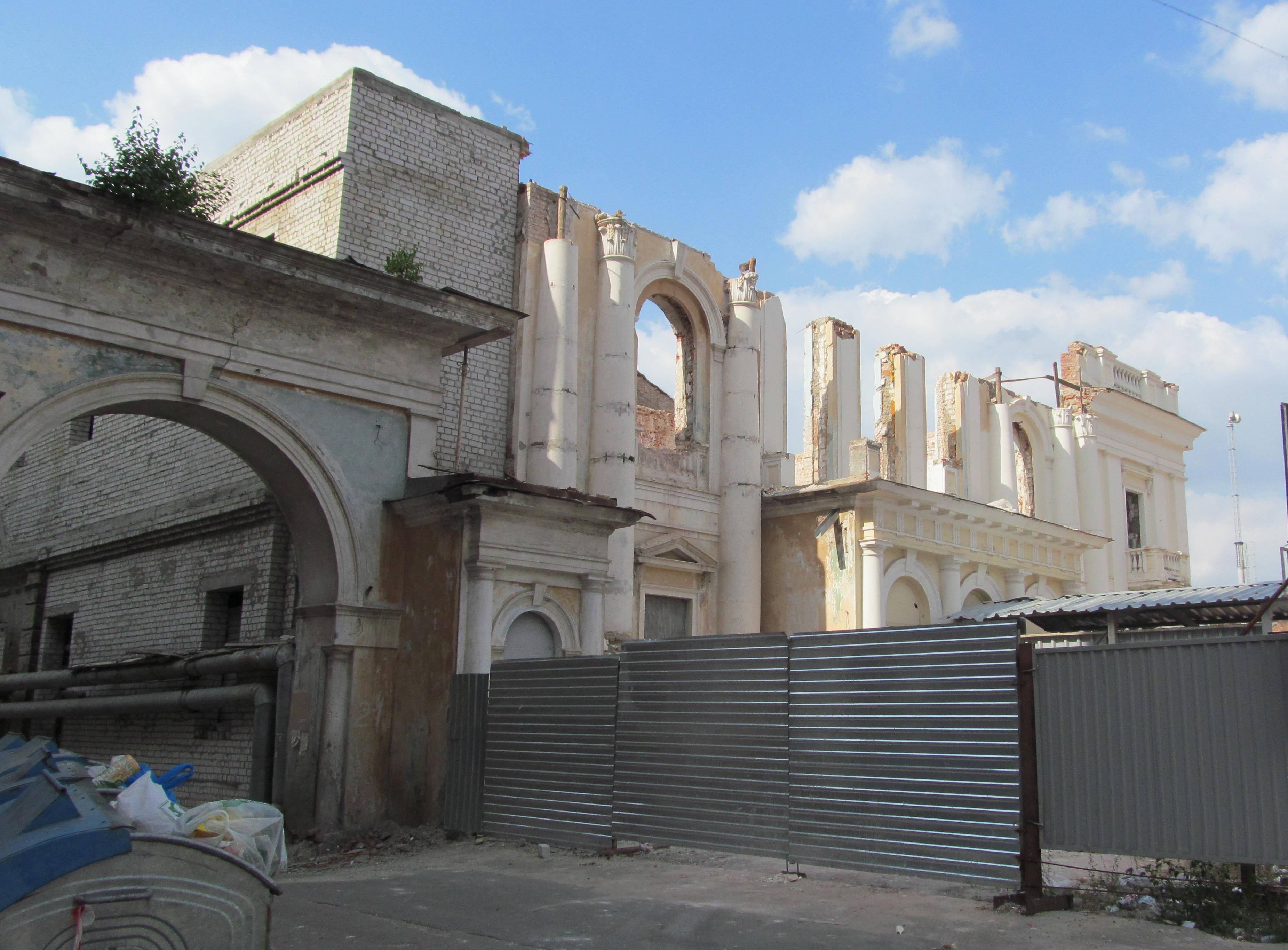
Демонтаж пам'ятки архітектури та містобудування «Оперний театр». На її місці зведено копію

### Втрачені будівлі
1. Будівля оперного театру на вулиці Римарській, 21 є пам'яткою архітектури та містобудування місцевого значення[38]. Під час реконструкції будівля була повністю демонтована (за виключенням невеликої частини стіни) та замінена на копію із сучасних матеріалів, що заборонено статтею 22 розділу 5 Закону України «Про охорону культурної спадщини»: пам'ятки, їхні частини, пов'язане з ними рухоме та нерухоме майно забороняється зносити, змінювати, замінювати[39].

## 2015
Голова обласної адміністрації: Ігор Балута (по 3 лютого 2015), Ігор Райнін (з 3 лютого 2015). Мер: Геннадій Кернес. Головний архітектор міста: Сергій Чечельницький.

### Понівечені будівлі
1. Особняк Молдавського на вулиці Дарвіна, 4, побудований за проєктом І. І. Тенне у 1915 році, у 2015 році був незаконно перебудований над ризалітами[40][41][42]. Через це втрачено деякі деталі, зокрема ліпнину з орлами, а також спотворені скульптури.

## 2016
Голова обласної адміністрації: Ігор Райнін (по 29 серпня 2016), Юлія Світлична (з 30 серпня 2016). Мер: Геннадій Кернес. Головний архітектор міста: Сергій Чечельницький.

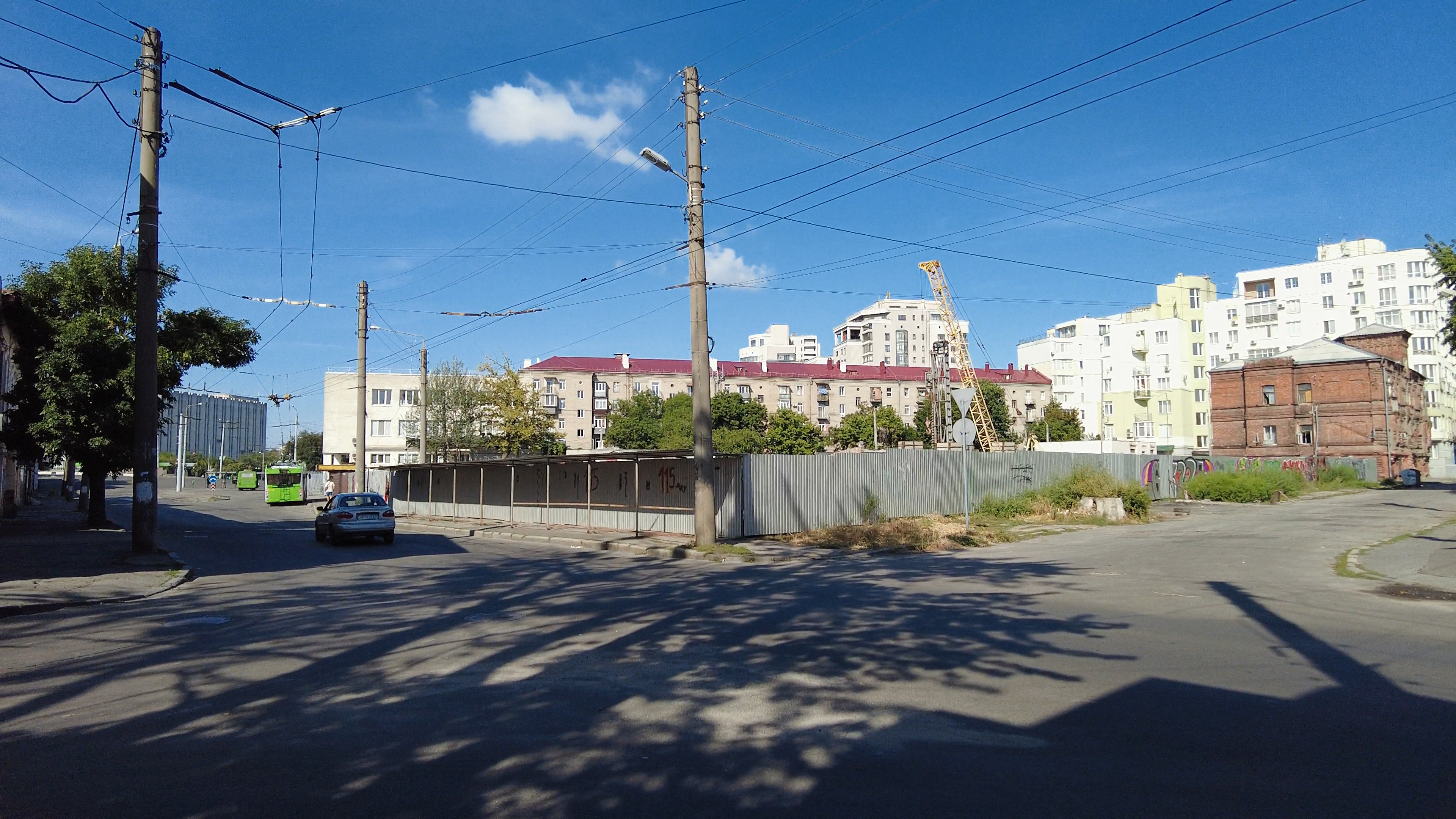
Місце, де стояв будинок, де жив Марко Лукич Кропивницький

### Втрачені будівлі
1. Готель «Олімпія» у провулку Лопатинському, 6, побудований на початку ХХ століття, був незаконно знесений для зведення багатоповерхівки[43]. Будинок був пам'яткою історії місцевого значення «Будинок, у якому на поч. ХХ ст. жив М. Л. Кропивницький, український письменник». На місці пам'ятки зводиться величезна багатоповерхівка ЖК «Будинок на Подолі»[44][45]. Забудовник виставить у новобудові цеглину та плитку Берґенгейма зі старої будівлі[46].
2. Будинок у провулку Лопатинському, 8, ХІХ століття, знесений для зведення багатоповерхівки[47].
3. Будинок у провулку Лопатинському, 10, ХІХ століття, знесений для зведення багатоповерхівки[48].
4. Будинок у провулку Класичному 4, побудований, ймовірно, на початку ХХ століття[49]. На місці історичної будівлі залишено пустир.
5. Будинок робітничого селища Металіст у провулку Спортивному, 7, зведений у стилі українського модерну в 1923—1924 роках за проєктом Віктора Троценка був знесений попри охоронний статус пам'ятки архітектури для зведення ЖК «Воробьевы горы PRO»[50][51]
6. Будинок робітничого селища Металіст у провулку Спортивному, 9, зведений у стилі українського модерну в 1923—1924 роках за проєктом Віктора Троценка був знесений попри охоронний статус пам'ятки архітектури для зведення ЖК «Воробьевы горы PRO»[52][50].
7. У 1870-х роках Пащенко-Тряпкін ініціював зведення пасажу — критої торгової галереї з магазинами, яка проходила через квартал[53][54]. Пасаж складався з двох ділянок, з'єднаних під прямим кутом. Один з входів вів з Університетської вулиці, інший — через місток, перекинутий над Купецьким узвозом, з боку Університетської гірки. Пішохідний міст був збудований у 1877 році[55]. У роки Другої світової війни міст вцілів. Під час знесення старих будівель він переміщений у сад Шевченка й отримав неофіційну назву «Люсин мостик»[56][57][58]. У 2016—2019 році за ініціативи мера Харкова Геннадія Кернеса проводилася реконструкція саду[59][60]. Тоді міст зник, а на його місці з'явився новий, що навіть не нагадує оригінальний[59]. До цього з'являлися петиції за внесення містка до переліку пам'яток архітектури[60][61].

### Понівечені будівлі
1. Прибутковий будинок гумової мануфактури «Леопольд Нейшелер» на вулиці Полтавський Шлях, 35, побудований 1901 або 1910 року[62][63], згорів у 1980-х роках, після чого не використовувався[64][65]. У 2012 році АТ «Трест Житлобуд-1» розпочав реконструкцію будівлі[66]. У 2014 році Харківська міська рада продала будинок компанії «Житлобуд-1»[67]. У 2016 році реконструкцію будівлі було завершено[68]. В ході реконструкції було збито оздоблення фасаду, яке пізніше спотворено відновили[69].

## 2017
Голова обласної адміністрації: Юлія Світлична. Мер: Геннадій Кернес. Головний архітектор міста: Сергій Чечельницький, Тетяна Поліванова.

### Втрачені будівлі
1. Будинок поета Яківа Івановича Щоголіва на вулиці Коцарській, 35, побудований 1864 року знесений для нового будівництва[70][71].
2. Дерев'яний будинок адміністрації зоопарку, побудований у 1895 році за проєктом братів-архітекторів Сергія та Іліодора Загоскіних, був знесений під час масштабної реконструкції зоопарку[72][73]. На його місці облаштовано амфітеатр.

### Понівечені будівлі
1. Прибутковий будинок Селіванова на вулиці Григорія Сковороди, 19 збудований за проєктом архітектора Олександра Марковича Гінзбурга. Навесні 2017 року власник двох квартир на верхньому поверсі прибуткового будинку Селіванова, директор харківського комунального підприємства «Підземне місто» Олександр Ганус, розпочав будівельні роботи включно з надбудовою мансардного поверху[74][75][76][77][78][79][80][81]. Ці роботи призвели до зміни історичного вигляду пам'ятки архітектури та появи тріщин на стінах будівлі[75][80][82]. У 2018 році Харківська місцева прокуратура № 2 відкрила кримінальне провадження за фактом умисного пошкодження об'єкта культурної спадщини[83][84][85]. Крім того, прокуратура подала позов до Київського районного суду міста Харкова з вимогою припинити реконструкцію та зобов'язати власника повернути будівлі первісний вигляд[86][87]. Проте в першій інстанції суд відмовив у задоволенні позову[86][87][88]. У липні 2021 року Харківський апеляційний суд став на бік прокуратури та зобов'язав власника незаконно надбудованих приміщень відновити пам'ятку архітектури в її історичному вигляді[86]. Станом на 2025 рік будівля не відновлена.
2. Особняк Проскурнікових на вулиці Алчевських, 7, побудований у 1851 році. Будівля була частково надбудована з демонтажем частини стін та деталей[89]. Ще не завершеною, споруда закинута.

## 2018
Голова обласної адміністрації: Юлія Світлична. Мер: Геннадій Кернес. Головний архітектор міста: Тетяна Поліванова.

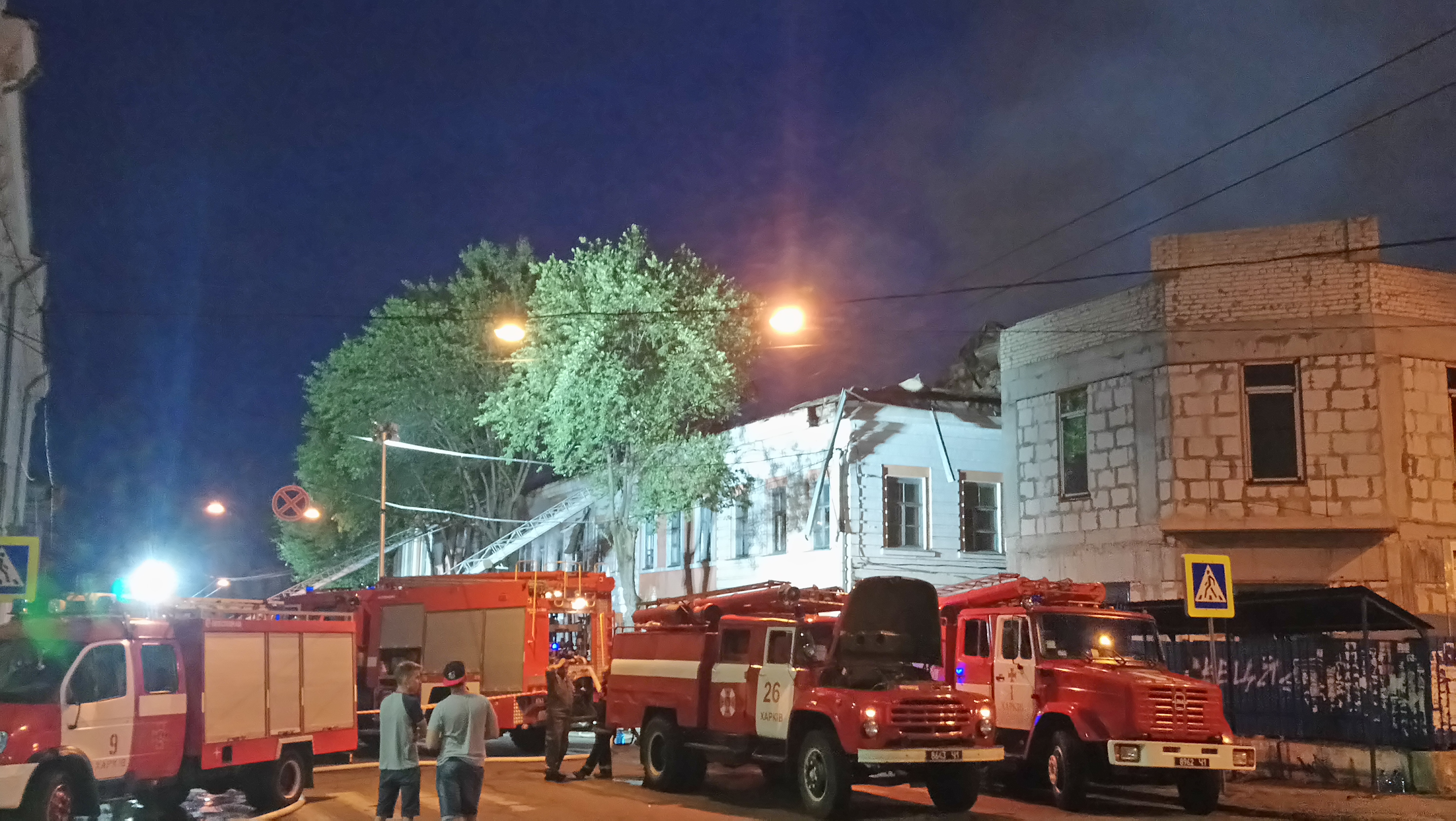
Горить пам'ятка архітектури національного значення «Хімічний корпус», в пам'яткоохоронній зоні якого зводиться новобудова. 2018 рік

### Втрачені будівлі
1. Особняк купця Михайла Синякова у Микитинському провулку, 22, 22-А, побудований наприкінці ХІХ століття, знесений попри охоронний статус щойно виявленої пам'ятки історії[91][92]. В будинку гостювали відомі футуристи, наприклад, Василь Єрмілов, Борис Косарєв, Григорій Петніков, Микола Асєєв, Володимир Маяковський та інші[91].

### Понівечені будівлі
1. Житловий будинок І половини ХІХ століття на вулиці Римарська, 7, що є пам'яткою архітектури та містобудування місцевого значення, був незаконно надбудований, демонтовано зубчастий карниз, а з боку двору прибудовано церкву[93].

## 2019
Голова обласної адміністрації: Юлія Світлична (по 5 листопада 2019), Олексій Кучер (з 5 листопада 2019). Мер: Геннадій Кернес. Головний архітектор міста: Тетяна Поліванова.

### Втрачені будівлі
1. Модерний паркан маєтку Мігріних, що був окремою пам'яткою архітектури місцевого значення, у 2008 році втратив охоронний статус за рішенням ХОДА, що суперечить статті 15 Закону України «Про охорону культурної спадщини»[94][95]. У 2019 році стало відомо, що на місці маєтку збудують 13-поверховий житловий комплекс з підземним паркінгом. У серпні 2019 року почались роботи по демонтажу маєтку і паркан було знищено[95].
2. Ймовірно, будівля лікарні Франківського, побудована у ІІ половині ХІХ століття, була знесена для будівництва секції «Next» ЖК IT-Парк Manufactura[96][97].

### Понівечені будівлі
1. Маєток Мігріних, побудований на початку XX століття за проєктом Олександра Гінзбурга, у 2008 році втратив статус пам'ятки архітектури місцевого значення за рішенням ХОДА, що суперечить статті 15 Закону України «Про охорону культурної спадщини»[94][95]. У 2019 році стало відомо, що на місці маєтку збудують 13-поверховий житловий комплекс з підземним паркінгом. У серпні 2019 року почались роботи по демонтажу маєтку.[95] Наразі будівля частково знесена, будівництво зупинене з початку повномасштабного вторгнення[98]. Модерний паркан, що був окремою пам'яткою архітектури вже знесено.
2. Садиба міщанки Матрони Смирнової на вулиці Кузнечній, 6 була реконструйована з надбудовою мансарди та демонтажем частини деталей[99]. Надбудова та демонтаж частини деталей, в тому аттиків, зіпсувала пропорції пам'ятки архітектури, а на фасадах з'явилися строкаті графіті.

## 2020
Голова обласної адміністрації: Олексій Кучер (по 27 листопада 2020), Айна Тимчук (з 27 листопада 2020). Мер: Геннадій Кернес (по 17 грудня 2020), Ігор Терехов (з 17 грудня 2020). Головний архітектор міста: Тетяна Поліванова.

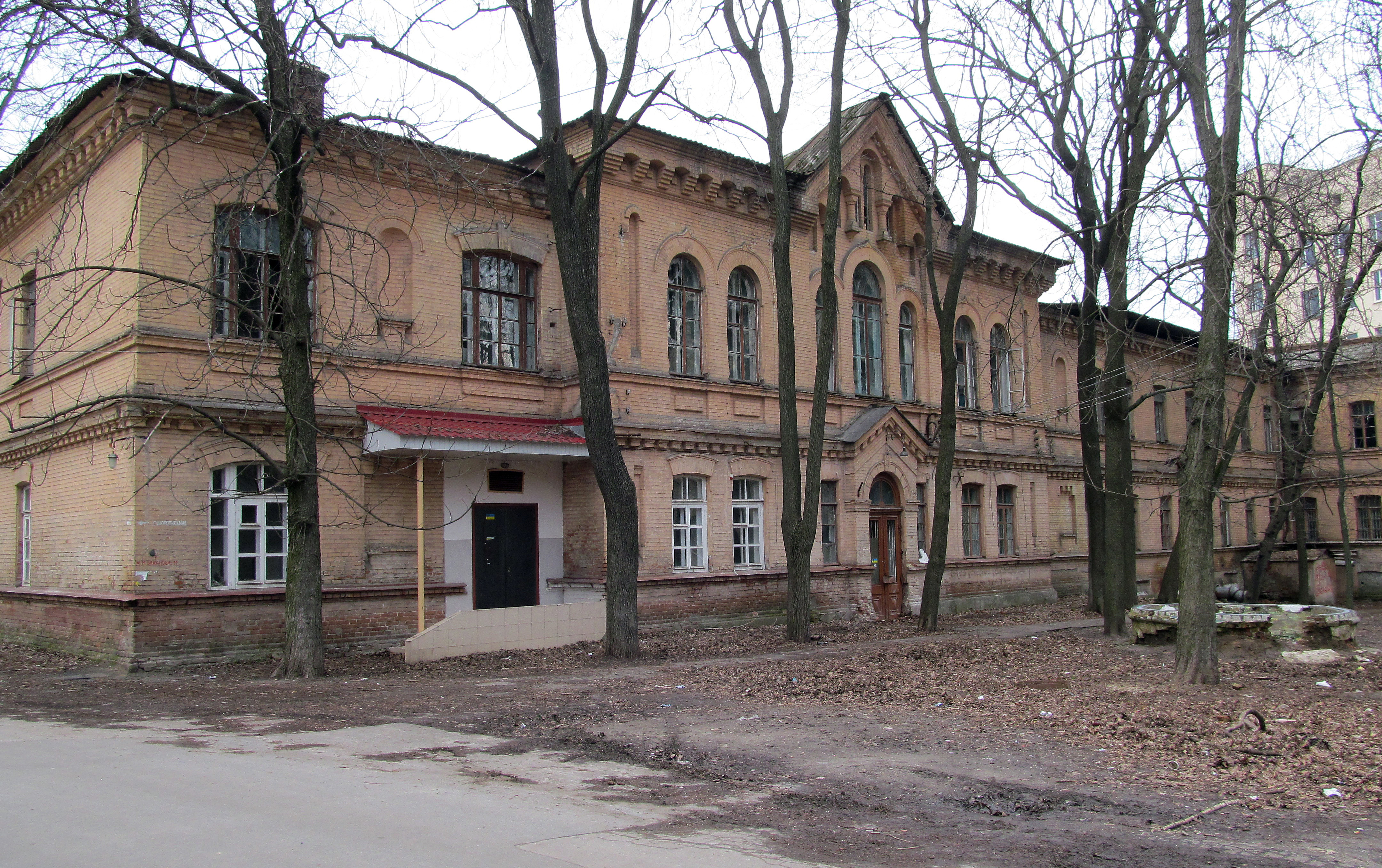
Садиба на вулиці Чорноглазівській, знесена у 2020 році

### Втрачені будівлі
1. Будівля заводоуправління пивоварного заводу І. Є. Ігнатищева на вулиці Велика Панасівська, 76. Незаконно знесена для зведення багатоповерхівки, досі значиться у реєстрах пам'яток архітектури під № 7026-Ха.[100][38]
2. Садиба ХІХ століття на вулиці Чорноглазівській була знесена для зведення багатоповерхівки[101].
3. Житловий будинок кінця ХІХ століття на вулиці Університетській, 24 був знесений для зведення багатоповерхівки[102][103].
4. Особняк на вулиці Шевченка, 28, ймовірно, кінця ХІХ століття, знесений, а на його місці розпочате нове будівництво[104].
5. Особняк на вулиці Свободи, 34, початку ХХ століття, знесений для зведення багатоповерхівки[105].

### Понівечені будівлі
1. Будинок пастора, побудований у 1818 році за проєктом Євгена Васильєва, на вулиці Гоголя, 2 попри охоронний статус був незаконно надбудований та перебудований[106][107]. Надбудова зіпсувала пропорції пам'ятки архітектури, окрім цього зруйновано чи спотворено більшість архітектурних деталей. У вересні 2020 року розпочато провадження за фактом порушення Закону України «Про охорону культурної спадщини»[108][109]. У грудні 2020 року суд задовольнив позов прокуратури та постановив відновити пам'ятку архітектури у її первісному вигляді[110][111][112]. Станом на 2025 рік будівля не відновлена та продовжує експлуатуватися.

## 2021
Голова обласної адміністрації: Айна Тимчук (по 11 серпня 2021), Олег Синєгубов (з 24 грудня 2021). Мер: Ігор Терехов. Головний архітектор міста: Тетяна Поліванова.

### Втрачені будівлі
1. Будинок Наталії Хрущової на вулиці Чернишевській, 39, побудований у ІІ половині ХІХ століття, знесений для зведення ЖК «Центр»[113][114].
2. Прибутковий будинок на вулиці Чернишевській, 81, ймовірно, початку ХХ століття. В радянський період у будівлі знаходився тубдиспансер, а останні роки будівля була занедбана[115]. У 2021 році будівля знесена для зведення багатоквартирного будинку Concept House Futurium[116][117].

### Понівечені будівлі
1. Історична будівля у неокласичному стилі на вулиці Потебні, 9, побудована, ймовірно, на початку ХХ століття, був надбудований у 2000-х, після чого закинутий. У 2020-х роках будівля була розширена та надбудована на 2 поверхи. В результаті реконструкції повністю втрачено історичне оздоблення, в тому числі цікаве оформлення вікон, пілястри та іншу ліпнину.[118][119]

## 2022
Голова обласної адміністрації: Олег Синєгубов. Мер: Ігор Терехов. Головний архітектор міста: Тетяна Поліванова (не виконувала обов'язків, однак знаходилася на посаді).

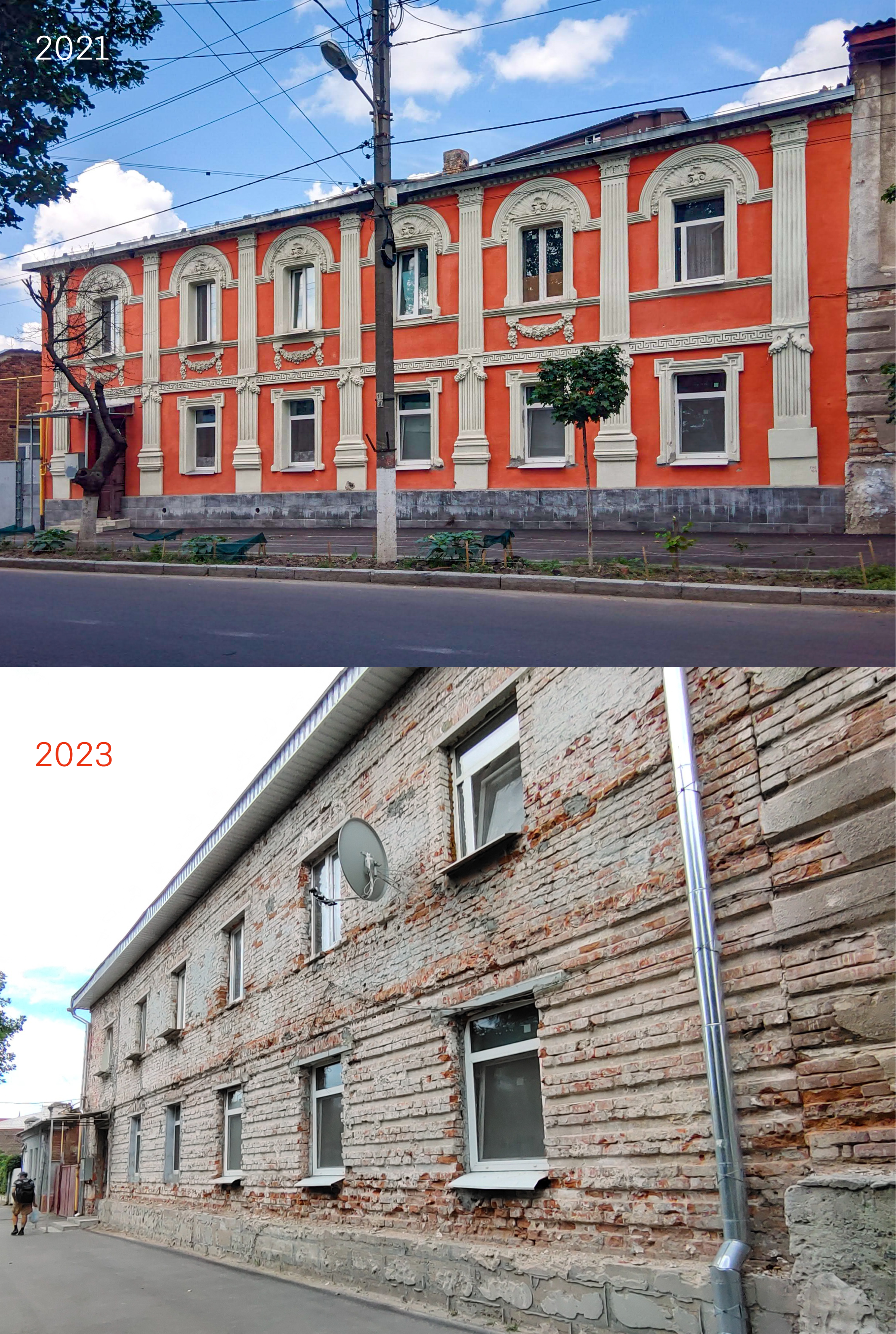
Наслідки незаконної реконструкції будинку № 18 на вулиці Конторській

### Понівечені будівлі
1. Житловий будинок сім'ї фон Спенглер[nl] XIX століття, пам'ятка архітектури на вулиці Конторській, 18[120]. Архітектор невідомий. У двоповерховому будинку 24 вересня 2020 року сталась пожежа. Повністю згоріла покрівля, постраждали дерев'яні перекриття. Під час пожежі загинуло двоє людей[121]. Було проведено роботи з відновлення перекриття та покрівлі. У 2021 році розпочато ремонт фасаду, а 2022 році роботи призупинено. Під час будівельних робіт повністю зруйновано всі архітектурні елементи фасаду[122]. За даними Департаменту містобудування та архітектури ХОВА, будівництво відбувається незаконно, інформація направлена до Новобаварської окружної прокуратури[122].
2. Будинок Міронової на вулиці Чорноглазівській, 4, побудований у 1910-х роках, є пам'яткою архітектури та містобудування місцевого значення[123][38]. У 2022 році власник однієї з квартир двоповерхового будинку-пам'ятки прибудував приміщення до головного фасаду. У 2023 році суд забов'язав повернути історичний вигляд будівлі[124]. Станом на 2025 рік будівля не відновлена.

## 2023
Голова обласної адміністрації: Олег Синєгубов. Мер: Ігор Терехов. Головний архітектор міста: Тетяна Поліванова (не виконувала обов'язків, однак знаходилася на посаді).

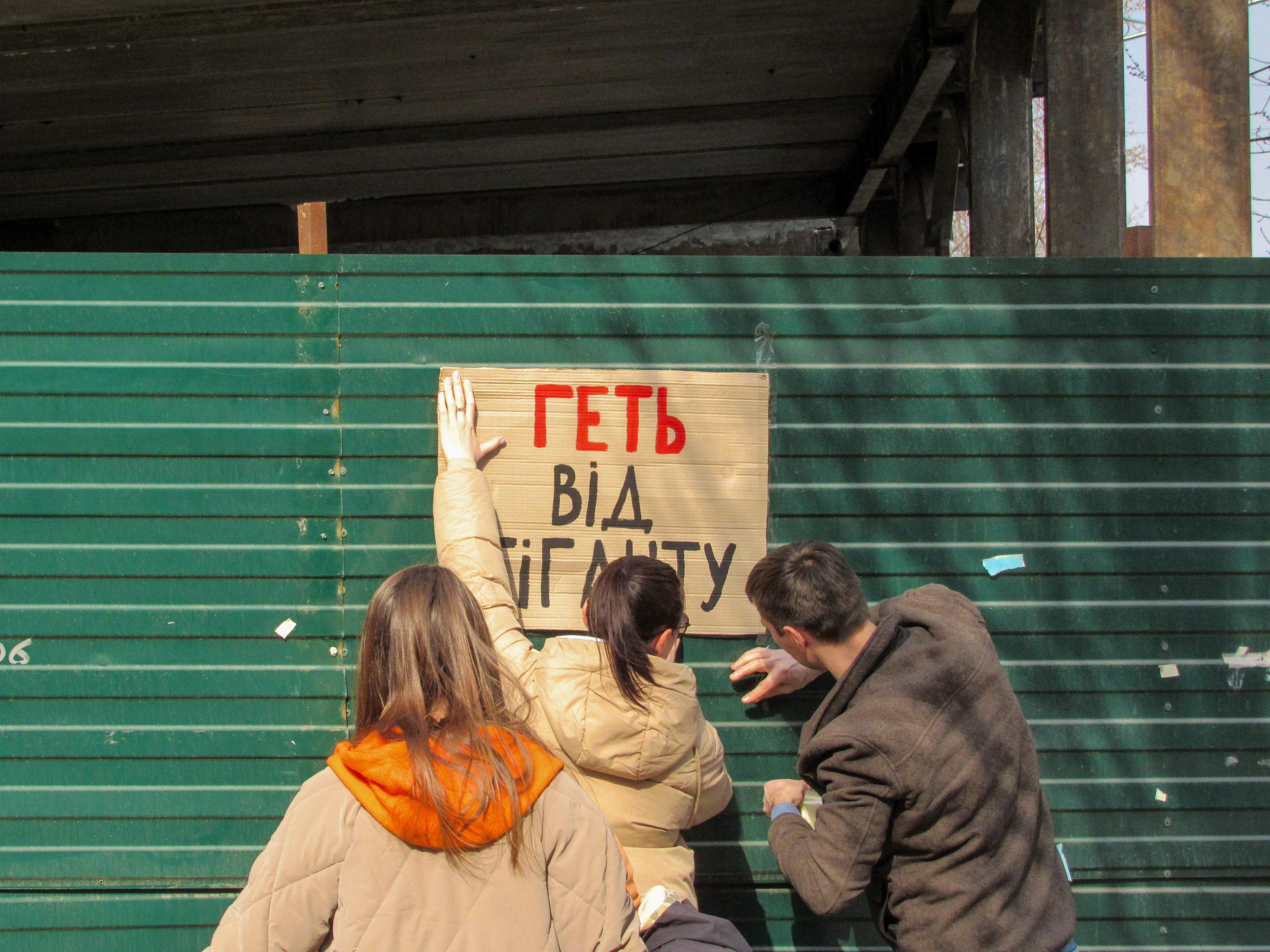
Протестувальники клеять плакат «Геть від Гіганту»

### Понівечені будівлі
1. Житлові будинки XIX століття на вулиці Конторській, 16, архітектор невідомий, пам'ятки архітектури. У 2021 році розпочато реконструкцію будинку № 16а. Під час будівельних робіт було розібрано фронтон, перебудовано деякі стіни, надбудовано мансарду, зруйновано фриз та пошкоджено капітелі[125]. За даними Департаменту містобудування та архітектури ХОВА, будівництво відбувається незаконно, інформація направлена до Новобаварської окружної прокуратури[125].
2. Будинок Авдотьї Штейфон на Бурсацькому узвозі, 6 був побудований до 1840 року. У липні 2023 року розпочався демонтаж будівлі[126]. Будинок не був пам'яткою архітектури, однак будівельні роботи проводилися з порушеннями будівельних норм, зокрема відсутні огородження та інформаційний стенд[126]. У серпні 2023 року демонтаж будівлі зупинили, однак невдовзі роботи знову продовжилися[127][128]. Поліція відкрила провадження щодо порушення частини 1 статті 275 Кримінального кодексу України[129]. Будівля, що знаходилася у пам'яткоохоронній зоні Бурси, була надбудована, що заборонено частиною 3 статті 14 Закону України «Про охорону культурної спадщини». Окрім цього знищене оздоблення фасаду та оригінальний балкон, фасад утеплено, змінено форму вікон.
3. Початкове складне Заїківське училище на вулиці Гольдбергівській, 77 побудоване у 1915 році за проєктом Іліодора Загоскіна та Бориса Корнієнка[130]. 2 листопада 2023 року в будівлю влучив російський БПЛА Шахед[131][132]. Без фахових висновків архітекторів частина будівлі була завалена, а автентичний матеріал вивезено на смітник[133][134].
4. Гуртожиток «Гігант» на вулиці Григорія Сковороди, 79, збудований впродовж 1929—1931 років за проєктом архітекторів Олександра Георгійовича Молокіна та Г. Д. Іконнікова[135][136]. Влітку 2023 року в пам'яткоохоронній зоні будівлі «Гігант», посеред тротуару, за межами червоної лінії вулиці розпочалося будівництво, яке порушує Закон України «Про охорону культурної спадщини»[137][138][139][140]. Директор Департаменту у справах інформації та зв'язків з громадськістю Харківської міської ради Юрій Сидоренко та мер Харкова Ігор Терехов наказали зупинити будівництво та поінформували, що забудовник нібито має всі необхідні дозволи та містобудівні умови на спорудження нежитлової будівлі висотою до 25 метрів (приблизно 8 поверхів) на 100 % ділянки[141]. На деякий час роботи на об'єкті зупинилися[142]. 25 грудня 2024 року незаконне будівництво відновилося[143]. За даними Харківського антикорупційного центру у пам'яткоохоронній зоні зводиться ресторан ZORI, споруда є капітальною з класом довговічности понад 50 років, що загрожує існуванню, збереженню та екранізації пам'ятки[144]. 8 лютого та 23 березня 2025 року відбулися акції протесту проти незаконної забудови[145][146]. 4 березня 2025 року харківський міський голова Ігор Терехов виконав одну з умов протестувальників і звільнив головну архітекторку Харкова Тетяну Поливанову[147].

## Пам'ятки архітектури, які плануються до знесення

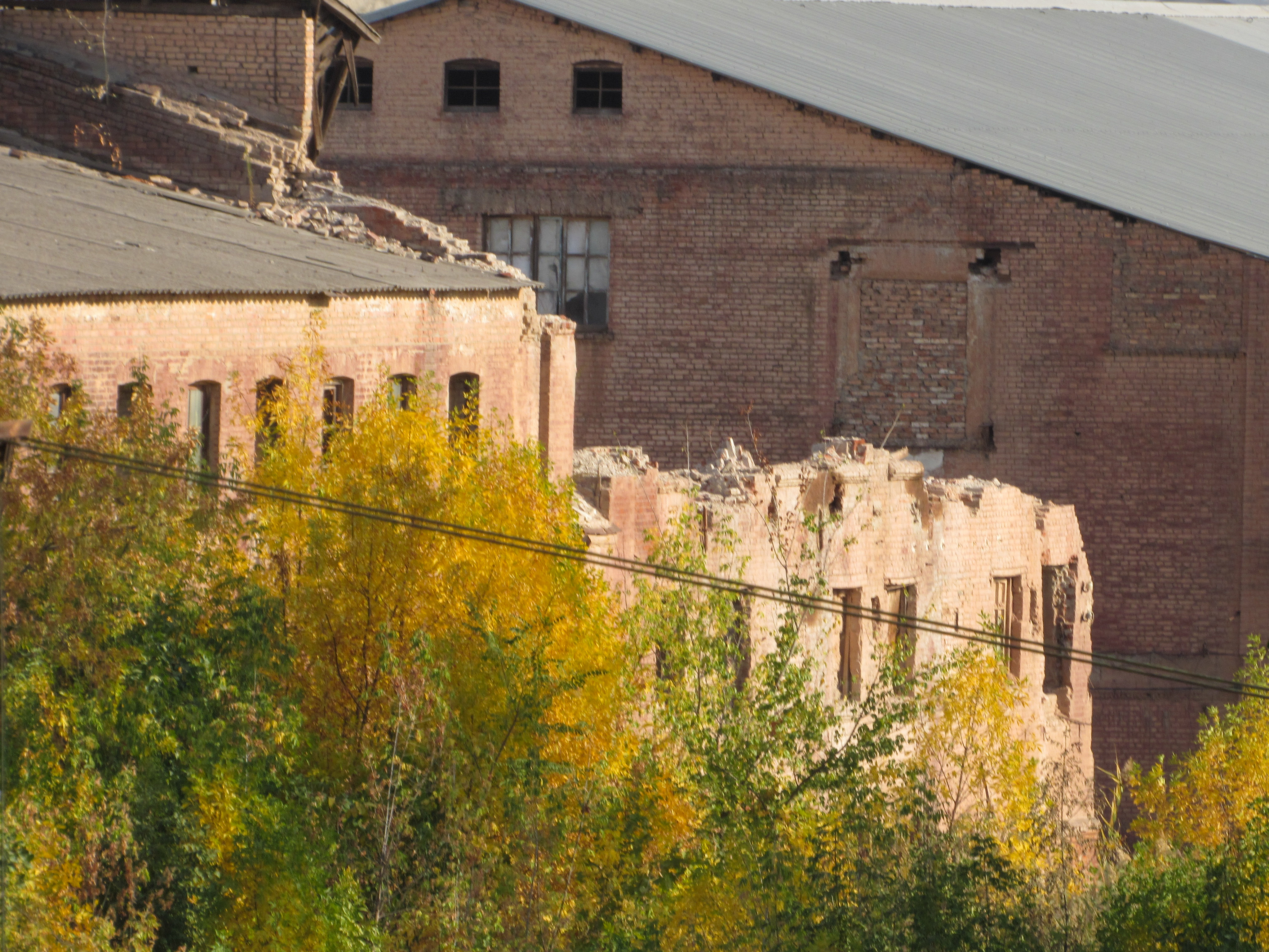
Демонтаж будівель заводу барона Берґенгейма

1. Завод керамічних і теракотових виробів барона Берґенгейма збудований у 1890 році інженером, бароном Великого князівства Фінляндського Едвардом Фердинандом Берґенгеймом[148]. Навесні 2024 року розпочато демонтаж головної будівлі заводу. У червні того ж року за проханнями активістів Департаментом культури й туризму Харківської обласної військової адміністрації почато підготовку документації щодо надання будівлям охоронного статусу[148]. 13 березня 2025 року на засіданні Консультативної ради з питань охорони культурної спадщини при Департаменті будівлі заводу включено до переліку щойно виявлених об'єктів нерухомої культурної спадщини України[149].
2. Колишній прибутковий будинок Н. Я. Шульман на вулиці Гоголя, 3, побудований у ІІ половині ХІХ століття, планується до знесення з 2016 року[150][151]. На місці будинку планується звести готельний комплекс[152].
3. Будинок інженера Миколи Салтикова на вулиці Чернишевській, 16, побудований у 1886 році за проєктом власника[153]. Будинок є пам'яткою архітектури та містобудування місцевого значення[38]. Будівля закинута, а також планувався її демонтаж та виключення з переліку нерухомої спадщини[153].
4. Будинок Лідії Голоперової на вулиці Жон Мироносиць, 4, побудований у 1888 році[154][155]. Довгий час будинок закинуто, планувався також його демонтаж[155].
5. Будинок Козьміна на вулиці Чоботарській, 38, побудований у І половині ХІХ століття за проєктом Андрія Тона[156]. 25 червня 2022 року будинок був частково зруйнований російським ракетним ударом[156]. У грудні 2024 року виконавчий комітет Харківської міської ради прийняв рішення щодо демонтажу будівлі[157].
6. Будинок Пейсаха Бураса на майдані Героїв Небесної Сотні, 7, був пошкоджений російським ракетним ударом по сусідній будівлі 6 березня 2022. У 2022 році до пошкодженої будівлі почали надбудовувати ще один поверх, для чого демонтовано дах[158]. Після початку будівельних робіт будинок закинули[158]. 21 травня 2025 року виконавчий комітет Харківської міської ради прийняв рішення про знесення будівлі[159].
7. Особняк Толкачова на вулиці Григорія Сковороди, 100, побудована у 1910 році за проєктом архітектора Віктора Валеріановича Величка[160][161]. У 2006 по 2018 роках у будинку розміщувалася приватна дитяча школа «Лествиця»[162]. У 2019 році Харківська міська рада передала будинок під будівництво багатофункціонального комплексу[163][164]. Станом на 2025 рік будинок закинутий і не використовується.
8. Міський садибний будинок Павлових на вулиці Полтавський Шлях, 13, збудована в 1832 році за проєктом архітектора Андрія Тона. 6 липня 2022 року в будівлю влучила російська ракета[165]. Внаслідок попадання зруйновано 30 % будівлі. Під час розбору завалів працівники намагалися зберегти всі зруйновані частини будівлі в той час, як Новобаварська адміністрація відвозила 200-річні балки на дрова[166]. У квітні 2023 року міська влада заявила, що пошкоджені будівельні конструкції несуть відповідну загрозу населенню міста, через що будинок необхідно знести[167][168].

## У стані руйнації
1. Театр-Цирк «Муссурі» на вулиці Благовіщенській, 28. Вилучено з переліку пам'яток архітектури, містобудування та історії всупереч Закону України «Про охорону культурної спадщини»[169]. Наразі будівля закинута та руйнується[170].
2. Колишній прибутковий будинок Компанійця на вулиці Дмитрівській, 29, що є пам'яткою архітектури, був перебудований у 2000-х[171]. З того часу не використовується та руйнується.
3. Особняк Павла Васильовича Міхіна на вулиці Мироносицькій, 58, побудований у 1905—1907 роках, ймовірно, за проєктом Олександра Гінзбурга. Пам'ятку планують знести чи перебудувати під багатоповерхівку або офісний центр[172][173]. 16 жовтня 2013 року в будівлі сталася пожежа[172]. З того часу частково обвалилися дворові стіни[172]. 2023 року Харківський окружний адміністративний суд зобов'язав власника привести будівлю до належного стану, проте постанова не була виконана[173].
4. Житловий будинок на вулиці Клочківській, 18, що є пам'яткою архітектури, закинутий та руйнується. Частина цієї та майже вся сусідня будівлі були розібрані[174].
5. Житловий будинок на вулиці Клочківській, 20, довгий час був закинутий, а нині майже повністю розібраний[174]. Від будівлі залишилася лише частина фасадної стіни першого поверху.
6. Будинок Олександра Попова на вулиці Кооперативній, 24, один із будинків-близнюків, пам'ятка архітектури та містобудування місцевого значення[38]. Будинок зведено між 1847 і 1858 роками, ймовірно, за проєктом Андрія Андрійовича Тона[175]. Від свого близнюка відрізняється багатшим оздобленням. Багато років будинок стоїть закинутий, частина фасаду та стін заднього двору обвалилася[176][177].
7. Будинок Тамбовцевих на вулиці Квітки-Основ'яненка, 11 постраждав від російського удару по Палацу Праці 2 березня 2022 року[178]. У 2024 році встановлено риштування для початку консервації будівлі. 22 квітня 2024 року будівля загорілася[178].
8. Хімічний корпус Харківського університету, пам'ятка архітектури національного значення на вулиці Університетській, 12, згоріла 2018 року через порушення правил пожежної безпеки під час проведення ремонтних (вогневих) робіт[179][180][181][182][183]. Попри охоронний статус досі не відновлена та продовжує руйнуватися.
9. Анатомічний театр Харківського жіночого медичного інституту на Скрипниківському узвозі, 8, збудований за проєктом академіка архітектури Олексія Бекетова у 1910—1911 роках як анатомічний театр для Харківського жіночого медичного інституту. Має статус пам'ятки архітектури та містобудування місцевого значення[38]. З середини 2000-х років покинута та занедбана будівля, забита дошками[184][185].
10. Будинок кандидата юридичного факультету Якова Станіславського на вулиці Григорія Сковороди, 29, побудований у 1881 році за проєктом Григорія Стрижевського, довгий час закинута[186]. Частина даху та стін зруйновані.
11. Будинок Фрідріха Карловича Альбрехта на вулиці Сумській, 28 побудований у середині ХІХ століття[187]. Довгий час будинок стоїть занедбаним. У 2020 році опубліковано проєкт нової п'ятиповерхової офісної будівлі у псевдоісторичному стилі, що має з'явитися на місці історичної будівлі[187].
12. «Дах Світу» (колишній прибутковий будинок Олени Граіль) у провулку Театральному, 6, побудований у 1910 році за проєктом архітектора Льва Тервена[188][189]. У 1970-х роках будівля згоріла[190]. У 1990-х роках тут планували відкрити обласну медичну бібліотеку, відновивши будівлю[191]. Однак, «Дах Світу» так і не вдалося реконструювати[192]. Натомість з'явилася легенда, за якою кожен, хто намагається перебудувати споруду, сходить з розуму[192]. Розпорядженням Харківської обласної державної адміністрації від 12 липня 2005 року будівля виключена з переліку пам'яток архітектури місцевого значення[193]. 22 квітня 2020 року, депутати харківської міськради прийняли рішення про демонтаж «Даху Світу», та надання дозволу на будівництво житлової багатоповерхівки на його місці[194]. 6 жовтня 2023 року будівля «Даху Світу» постраждала від вибуху російської ракети, що прийшовся у дорогу перед будівлею[195].
13. Будинок Владислава Бузескула на вулиці Мироносицькій, 11, побудований у 1914 році, є пам'яткою архітектури та містобудування місцевого значення[196]. Довгий час будинок закинутий, закритий полотном та руйнується[196].
14. Особняк Миколи Авдакова на вулиці Сумській, 52, побудований у ІІ половині ХІХ століття, 2009 року був виключений із переліку пам'яток архітектури місцевого значення[197][198]. У 1898 році будинок разом з архітектором Іліодором Загоскіним реконструював його учень, майбутній автор герба УНР, архітектор, графік, один із творців українського архітектурного модерну Василь Кричевський[199]. Нині будинок закинутий, а арка ліворуч від нього зруйнована[198].
15. Вагоноремонтні майстерні Харківського вагонобудівного заводу на вулиці Велика Панасівська, 89, побудовані наприкінці ХІХ століття, закинуті та руйнуються. В центральному корпусі повністю втрачено дах[200].
16. Мануфактура Івана Міндовського на вулиці Різдвяній, 10, побудована у 1910 році за проєктом Олександра Ржепішевського. З 2010-х років будівля закинута, втрачено скління. У 2021 році будівля перейшла до нового власника.[201]
17. Прибутковий будинок Буркевича на вулиці Полтавський шлях, 1, побудований у 1888 році за проєктом Андреа-Моріца Томсона. З 1957 року не було капітального ремонту будівлі за даними Новобаварської окружної прокуратури м. Харкова[202], хоча за даними Харківської міської ради Харківський національний економічний університет проводив поточний ремонт 2012 року[203]. У 2006 році навчальний заклад з'їхав з будинку[204]. З того часу будівля закинута, вона повільно руйнується разом із внутрішнім оздобленням. Наприкінці 2022 року рухнула частина перекриттів будинку[205]. 2023 року Харківський окружний адміністративний суд відкрив провадження у справі проти ХНЕУ[206]. Стан пам'ятки погіршився через відсутність протиаварійних заходів[207]. У листопаді 2023 року навколо будинку поклали новий асфальт для запобігання потрапляння води у підвал[208]. У грудні встановлено огородження[209].
18. Кондитерська фабрика Кромського на вулиці Конторській, 29, зведена у 1880-х роках за проєктом Болеслава Михаловського[210]. У 1990-ті роки фабрика збанкрутувала[211]. До сьогодні колишні приміщення кондитерської фабрики Кромського занедбані: немає даху й вікон, будівлі перетворились на руїни.
19. Будинок сім'ї Красій (відомий також як «Масонський будинок») на вулиці Святодухівській, 10, побудований у 1910-х роках за проєктом невідомого архітектора[212]. Будівля закинута, втратила дах та частину перекриттів, задня стіна будівлі обвалилася[213].
20. Казарми Тамбовського полку на вулиці Військовій, 1, зведені 1903 року. Довгий час будівлі не використовуються, зруйновано дах та частину перекриттів[214].

### Через російські обстріли
1. Палац Праці на майдані Конституції, 1. Під час російського вторгнення будівля була значно пошкоджена внаслідок ракетного удару 2 березня 2022 року[215]. Станом на 2025 рік не законсервована та руйнується.
2. Магазин Товариства «Пономарьов та Рижов» на майдані Конституції, 3 постраждав від російського удару по Палацу Праці 2 березня 2022 року[216]. В результаті вибуху втрачено дах, частину стін та оздоблення. Станом на 2025 рік не законсервована та руйнується.
3. Прибутковий будинок Івана Масловського на вулиці Свободи, 8, зведений за проєктом архітектора Мойсея Лазаревича Мелетинського, найімовірніше, 1911 року[217]. Унаслідок ракетних ударів військ РФ під час боїв за Харків 14 березня 2022 року близько 8:30 будинок був напівзруйнований[218]. Усю центральну частину будівлі з перекриттями зруйновано вщент. Під завалами будинку загинули дві людини, які перебували в його квартирах[219]. З'являлися проєкти відновлення будівлі, однак станом на 2025 рік будівля не законсервована та продовжує руйнуватися[220][221].